# Флаг штата Нью-Йорк
Флаг штата Нью-Йорк (англ. Flag of New York) — один из официальных символов американского штата Нью-Йорк. Фон флага выполнен в тёмно-синем цвете. В центре флага расположено изображение герба штата.

## История

Флаг губернатора штата Нью-Йорк.

История флага восходит к войне за независимость и переплетается с историей флага Нью-Джерси. 23 марта 1779 года континентальный конгресс уполномочил и предписал главнокомандующему разработать цвет и отделку мундиров пехотинцев Нью-Джерси. Следуя этому поручению, генерал Джордж Вашингтон 2 октября того же года утвердил жёлто-коричневый и тёмно-синий цвета в качестве основных цветов мундира. Эти цвета были им выбраны в честь голландцев, чьими колониями некогда были Нью-Джерси и Нью-Йорк. Таким образом, тёмно-жёлтый цвет был выбран в качестве фона для обоих флагов. Однако первоначальный вариант флага, официально принятый 8 апреля 1896 года, не снискал особой популярности. Это стало одной из причин, по которой легислатурой штата Нью-Йорк 2 апреля 1901 года было решено сменить цвет фона на тёмно-синий.
В 2001 году Североамериканская вексиллологическая ассоциация провела среди своих членов опрос о дизайне 72 флагов штатов США, территорий США и канадских провинций. Флаг Нью-Йорка разместился на 53 месте.
В 2020 году флаг и печать штата были дополнены девизом «E Pluribus Unum»(рус. Из многих один).